# ガイウス・ホスティリウス・マンキヌス
ガイウス・ホスティリウス・マンキヌス（ラテン語: Gaius Hostilius Mancinus、生没年不詳）は、紀元前2世紀中頃の共和政ローマの政治家・軍人。紀元前137年に執政官（コンスル）を務めた。

## 出自
マンキヌスはプレブス（平民）であるホスティリウス氏族の出身。この氏族は紀元前2世紀になって高位官職の人物を出すようになった。マンキヌスのコグノーメン（第三名、家族名）は、第二次ポエニ戦争中の紀元前217年、独裁官クィントゥス・ファビウス・マクシムスの隷下で騎兵分遣隊を指揮し、カンパニアで戦死したルキウス・ホスティリウス・マンキヌスが、資料で確認できる最初の例である。このルキウスにはおそらく同名のルキウスとアウルスの二人の息子がおり、ルキウスの息子が紀元前145年の執政官で第三次ポエニ戦争の英雄ルキウス・ホスティリウス・マンキヌスである。一方、アウルスは紀元前170年に氏族初の執政官となったが、このアウルスがマンキヌスの父である。
マンキヌスにはアウルスという名前の兄がおり、紀元前151年にアエディリス・クルリス（上級按察官）を務めている。
19世紀のドイツの歴史学者テオドール・モムゼンは、マンキヌスを「あまり知られていない男」としているが、これはローマの上流階級との交流が少なく、出世が遅れたためである。

## 経歴

### 初期の経歴
マンキヌスの政治歴に関する記録は、紀元前140年代初頭に遡る。紀元前150年から紀元前147年の間に、プラエトル（法務官）を務めた。この職権をもって、マンキヌスがテッサリアの都市国家ナフラキオンとメリテヤの問題を解決するよう、元老院を招集している。マンキヌスは首都担当法務官（プラエトル・ウルバヌス）として、不在の執政官に代わって首都ローマの最高責任者であった。
父と同様、マンキヌスも法務官から執政官まで10年以上を要した（ウィッリウスでは最低3年）。ようやく紀元前137年になって執政官に就任する。同僚執政官はパトリキ（貴族）のマルクス・アエミリウス・レピドゥス・ポルキナであった。マンキヌスがケルティベリア人との戦争のためにヒスパニア・キテリオルに派遣されることとなり、ポルキナはローマに残った。その後のポルキナの行動から、軍事作戦実施の方が価値が高いとの認識があったと考えられるため、現代の研究者はこの任務分担はくじ引きによるものであったと考えている

### 第二次ケルティベリア戦争（ヌマンティア戦争）
執政官に就任すると、マンキヌスは直ちにヒスパニアに出立した。クァエストル（財務官）にティベリウス・センプロニウス・グラックス（グラックス兄）がいた。新たな軍の編成は行われず、マンキヌスはプロコンスル（前執政官）マルクス・ポピッリウス・ラエナスがそれまで指揮していた軍を引き継いだ。古代の作家達は、マンキヌスがヒスパニアに赴く途中での、不吉な前兆を報告している。マンキヌスが神々に生け贄を捧げようとした時、鳥が檻から飛び出してきて、ヘラクレス港で船に乗り込むと、「マンキヌス、ここに留まれ」、あるいは「マンキヌス、明日にせよ」との声を聞いた。このためマンキヌスは陸路を使ってヤヌアまで行った。さらに彼の船で巨大な蛇が発見された。このようなことがあったにもかかわらず、マンキヌスは任地に到着し（ウァレリウス・マクシムスによると、マンキヌスは狂ったような粘り強さを示した）、ラエナスから軍を引き継いだ。

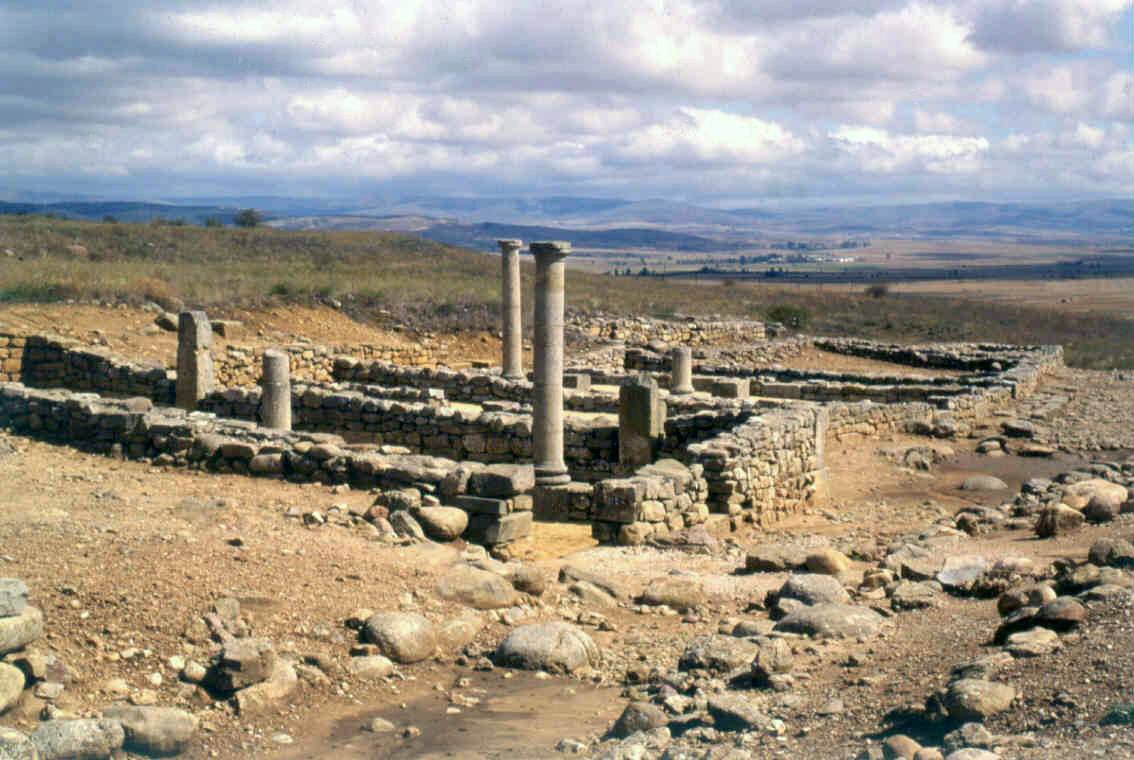
ヌマンティアの遺構

マンキヌスはは、前年には何度もローマ軍を撃退していたヌマンティアに対して直ちに軍事行動を開始した。古代の資料はヌマンティア兵4,000に対して、ローマ軍は20,000、30,000あるいは40,000の兵力を有していたとする。現代の研究者は40,000は誇張であると考えているが、何れにせよローマ軍の戦闘力は低かった。さらにマンキヌスの指揮能力も低く、ローー魔軍は戦えば負けるという状態だった。プルタルコスは、いくつかの大きな戦闘に関する敗北を書いているが、ルキウス・アンエウス・フロルスはヌマンティアが「継続的に待ち伏せ攻撃と反撃を繰り返してマンキヌスを疲弊させ、ついには誰もヌマンティア人の姿や声にさえ耐えられない程になった」と記している。
さらにカンタブリ族とワッカエイ族も救援にかけつけるとの噂が流れ、ローマ軍の士気は崩壊した。マンキヌスは夜中に野営地から脱出したが、殿の軍は大損害を被った。ローマ軍はクィントゥス・フルウィウス・ノビリオルが紀元前153年に建設していた古い砦に入ったが、食料は無く、敵が再度攻撃してきたら撃退することは不可能であった。古代の資料は、マンキヌスは絶望的な立場にあったとしている。全滅を避けるために、マンキヌスはヌマンティアとの交渉を開始した。ヌマンティアは財務官のグラックスを交渉相手に指定してきた。彼の父ティベリウス・センプロニウス・グラックス・マイヨルは第一次ケルティベリア戦争後の戦後処理で、ヒスパニアでの評判が良かったためである。
おそらく、グラックスはヌマンティア側の条件のいくつかを軟化させることに成功した。締結された講和条約によれば、ローマ軍の自由な通行は認めるが、財産と武器は全てヌマンティアに引き渡すこととなった。エウトロピウスは「カウディウムの屈辱」を再現するかのように、ローマ兵はくびきの下を一人ひとり屈んでくぐらされたとしているが、これは憶測に過ぎない。政治的条件に関する記録はない。紀元前151年にマルクス・クラウディウス・マルケッルス が結んだ条約を確認したとの説もあるが、その場合ヌマンティアの独立を認めたこととなる。ヌマンティアとしてはローマに不信感を抱く十分な理由があったため、合意内容はマンキヌスだけでなくグラックスおよびトリブヌス・ミリトゥムの署名後、封印された。

### 降伏後
マンキヌスが実質降伏に近い講和条約を締結したとの報告は、ローマでセンセーションを巻き起こした。元老院はこの出来事に激怒し、直ちにマンキヌスを指揮官から解任し、尋問のためにローマに召喚した。マンキヌスがヌマンティアの特使とともにローマに到着すると、この条約をどうするか、また批准を拒否した場合には、条約に署名した人々をどうするか（批准されない場合、ヌマンティアに引き渡されることになっていた）について、活発な議論が展開された。同様のことが紀元前139年にも生じていたが、その時のスキャンダルの原因は、クィントゥス・ポンペイウスであったが、ポンペイウスはヌマンティアと条約を締結していないと主張した。しかし、マンキヌスの場合には疑問の余地はなかった。
マンキヌスは、全軍を救うには降伏することが唯一の方法であり、この条約はローマの損失を意味するものではないと主張した。彼は敗北の原因をポンペイウスのせいにしようとした。マンキヌスは元老院議員たちに、ポンペイウスの行動のために自分の軍隊は戦闘不能状態にあり、その敗北はポンペイウスが結んだ条約を批准しなかった当然の帰結であると語った。さらに、条約が批准されていないにもかかわらずポンペイウスがヌマンティアに引き渡されなかったという事例は、マンキヌスに有利となる可能性があった。しかし、マンキヌスはこの状況から利益を得ることができなかった。ポンペイウスは自分を正当化し、有力な元老院議員のグループは条約を批准することはできないと主張し、マンキヌススが責任を負うべき唯一の人物としてヌマんティアに引き渡されるべきとした。また、この条約は紀元前321年のカウディウムの屈辱を思い起こさせた。このてき元老院はサムニウムとの条約を破り、再度サムニウムに攻め込んだ。
マンキヌスの主たる敵は、プブリウス・コルネリウス・スキピオ・ナシカ・セラピオとプブリウス･コルネリウス・スキピオ・アエミリアヌス・アフリカヌスであった。条約署名者の一人であるグラックスは彼らの従兄弟であったが、両スキピオの主張を止められなかった。アエミリアヌスがこのような立場をとったのは、粗暴な敵との条約には原則的に反対であったからである。マンキヌスの従兄弟であるルキウス・ホスティリウス・マンキヌスは、スキピオに反論した。しかし元老院の多数は、二人のスキピオの言い分に耳を傾け、結果、元老院は民会にヌマンティアとの協定を解除し、この協定を結んだ者を引き渡すよう勧告した。民会はマンキヌスの身柄引き渡しを承認したが、他の署名者の引き渡しは認めなかった。
マンキヌスのみを引き渡すとの提案は、執政官ルキウス・フリウス・ピルスとセクストゥス・アティリウス・セッラヌス（両人とも「スキピオ・サークル」に属していた）によってなされ、マンキヌスもこれを受け入れた。キケロは同様な立場にあったポンペイウスと比較して、マンキヌスの道義的な正しさを書いている。ピルスはマンキヌスをヒスパニアにつれていき、ヌマンティアの門の前に裸で両手を後ろで縛った状態で一日中立たせた。しかし、ヌマンティアの住民は締結された協定への忠誠の証として、マンキヌスの受け取りを拒否した。夜になって、マンキヌスは「鳥占いの結果に従って」、ローマの野営地に連れ戻された。このため、条約問題は未解決のままとなった。

### その後
ヌマンティアからローマにローマに戻ったマンキヌスは、元老院での地位を得ようとしたが、護民官のプブリウス・ルティリウスは、マンキヌスが敵国に送還された時点でローマ市民ではなくなったと主張して反対した。何らかの理由で奴隷として売られた者、あるいは神聖な任務の大使に任命されて失敗したものは、元の地位に戻ることはできなない。これは昔からの決まりだ」と彼は主張した。法律の専門家達も共通の決定を下すことができず、激しい議論が始まった。最終的にマンキヌスはローマ市民権は回復できたが、元老院議員としての地位を失った。
その後、マンキヌスは二度目の法務官の地位に就き、このおかげで彼は再び元老院議員となった。其の際に、彼がヌマンティアに引き渡された時の様子を描いた像を建てたことが知られている。

## 評価
キケロとプルタルコスは、マンキヌスを同情的に描いている。キケロは彼を良識と神器と言葉に対する忠誠をもった「立派で高貴な人物」とし、ポンペイウスと比較して好意的に評価している。パテルクススによれば、マンキヌスの悲劇はその正義感によって引き起こされたものとする。プルタルコスは、「一般的には悪くない人物であったが、ローマの軍事指導者の中では最も不幸な人物」であったと考えている。同時に、多くの古代の資料において、マンキヌスが締結した条約自体は恥ずべきものであったと認識されている。
法務官のグラックスが交渉を行い、署名した条約の批准を元老院が拒否したことが、後のグラックスとローマの支配階級の対立の重要な要素となったという有力な見解が、古代からあった。キケロは以下のように書いている。

ティベリウス・グラックスの場合は、執政官ガイウス・マンキヌスの財務官として自身が調印に関わったヌマンティアとの条約が批判にさらされ、元老院が条約批准拒否と言う厳しい姿勢を見せたことで、憎しみと不安に駆られたという事情があった。その結果、この聡明で勇気ある人物は父の歩んだ厳格な道から離れるしかなくなったのだ。
キケロ『占い師の回答について』、43

マンキヌスが屈辱的な条約を結んだことは、結果としてローマの支配層内での闘争を激化させた。これを見たグラックスは、ローマの国家機能の不完全性を確信した。

## 参考資料

### 古代の資料
- アウレリウス・ウィクトル『共和政ローマ偉人伝』
- ルキウス・アンエウス・フロルス『ローマ史摘要』
- アッピアノス『ローマ史』
- ウァレリウス・マクシムス『有名言行録』
- ガイウス・ウェッレイウス・パテルクルス『ローマ世界の歴史』
- エウトロピウス『首都創建以来の略史』
- ティトゥス・リウィウス『ローマ建国史』
- オロシウス『異教徒に反論する歴史』
- ガイウス・プリニウス・セクンドゥス『博物誌』
- プルタルコス『対比列伝』
- マルクス・トゥッリウス・キケロ『国家論』
- マルクス・トゥッリウス・キケロ『義務について』
- マルクス・トゥッリウス・キケロ『弁論家について』
- マルクス・トゥッリウス・キケロ『占い師の回答について』

### 研究書
- Bobrovnikova T. Everyday life of the Roman patrician in the era of the destruction of Carthage. - M .: Young Guard, 2001 .-- 493 p. - ISBN 5-235-02399-4 .
- Kovalev S. History of Rome. - M .: Polygon, 2002. - ISBN 5-89173-171-1 .
- Mommsen T. History of Rome. - Rostov-on-Don: Phoenix, 1997 .-- T. 2 .-- 640 p. - ISBN 5-222-00047-8 .
- Simon G. The Wars of Rome in Spain. - M .: Humanitarian Academy, 2008. - 288 p. - ISBN 978-5-93762-023-1 .
- Trukhina N. Politics and Politics of the “Golden Age” of the Roman Republic (II century BC). - M .: Publishing house of Moscow University, 1986 .-- 188 p.
- Broughton R. Magistrates of the Roman Republic. - New York, 1951. - Vol. I. - P. 600.
- Münzer F. Hostilius // Paulys Realencyclopädie der classischen Altertumswissenschaft . - 1913. - Bd. VIII 2. - Kol. 2501.
- Münzer F. Hostilius 16ff // Paulys Realencyclopädie der classischen Altertumswissenschaft . - 1913. - Bd. VIII 2. - Kol. 2506-2507.
- Münzer F. Hostilius 18 // Paulys Realencyclopädie der classischen Altertumswissenschaft . - 1913. - Bd. VIII 2. - Kol. 2508-2511.
- Münzer F. Hostilius 19 // Paulys Realencyclopädie der classischen Altertumswissenschaft . - 1913. - Bd. VIII 2. - Kol. 2511-2512.